# Bassfield
Bassfield é uma cidade  localizada no estado americano de Mississippi, no Condado de Jefferson Davis.

## Demografia
Segundo o censo americano de 2000, a sua população era de 315 habitantes. 
Em 2006, foi estimada uma população de 287, um decréscimo de 28 (-8.9%).

## Geografia
De acordo com o United States Census Bureau tem uma área de 
2,8 km², dos quais 2,8 km² cobertos por terra e 0,0 km² cobertos por água. Bassfield localiza-se a aproximadamente 139 m acima do nível do mar.

## Localidades na vizinhança
O diagrama seguinte representa as localidades num raio de 28 km ao redor de Bassfield. 